# Owl City
Owl City é um projeto musical de synthpop do músico estadunidense Adam Young (nascido 5 de julho de 1986). Iniciou na carreira musical em 2007, em Owatonna, sua cidade natal no Minnesota.
As influências de Young são a música disco e a música eletrônica europeia. Depois de dois álbuns independentes, Owl City ganhou projeção em 2009, com o primeiro álbum lançado através de uma gravadora, Ocean Eyes, que levou o artista à primeira posição na parada estadunidense Billboard Hot 100 com o single "Fireflies". "Fireflies" chegou ao topo das paradas musicais dos Estados Unidos e do Canadá, além de ter sido a canção mais baixada no iTunes nos Estados Unidos, e o álbum Ocean Eyes chegar ao top dez das paradas de álbuns estadunidenses, bem como nas paradas eletrônicas. Em dezembro de 2009, recebeu certificação de ouro nos Estados Unidos. Além disso, sua música “The Technicolor Phase” faz parte da trilha sonora de Alice no País das Maravilhas (filme), dirigido por Tim Burton. To The Sky faz parte do filme Legend of the Guardians: The Owls of Ga'Hoole (No Brasil:A Lenda dos Guardiões) de Zack Snyder, e o single Sunburn está na trilha sonora da série de TV americana 90210. Em 2013, a música "When Can I See You Again" entrou como tema de encerramento na animação da Disney "Detona Ralph" e "Live it Up" em Os Smurfs 2.
Por vezes Owl City é comparado à banda de Indie Pop também americana The Postal Service, por sua combinação de sintetizadores difusos e letras irônicas.

## Em Portugal
A banda atuou em Portugal, mais concretamente no Campo Pequeno a 20 de setembro de 2009.

## Discografia
Álbuns de estúdio
- Maybe I'm Dreaming (2008)
- Ocean Eyes (2009)
- All Things Bright and Beautiful (2011)
- The Midsummer Station (2012)
- Mobile Orchestra (2015)
- Cinematic (2018)

EP
- Of June (2007)
- Shooting Star (2012)
- The Midsummer Station Accoustic (2013)
- Ultraviolet (2014)